# Lophothygater aculeata
Lophothygater aculeata là một loài Hymenoptera trong họ Apidae. Loài này được Urban mô tả khoa học năm 1999.